# Patrice Kayo
Pour les articles homonymes, voir Kayo.
Œuvres principales
Anthologie de la poésie camerounaise de langue française
Tout le long des saisons
Chansons populaires bamiléké
Fables des montagnes
Patrice Kayo, né le 3 avril 1942 à Bandjoun au Cameroun, et mort le 26 mai 2021 à Yaoundé, est un écrivain, poète, essayiste et enseignant camerounais.

## Biographie
Patrice Kayo a obtenu une Maîtrise universitaire ès lettres à l'université de Yaoundé. Il part en France poursuivre ses études universitaires et réussit le doctorat de Lettres à l'université de la Sorbonne à Paris.
Il retourne au Cameroun et se  spécialise en littérature camerounaise traditionnelle et moderne. Il est nommé professeur à l'École normale supérieure de Yaoundé.
En 1982, il participe, au côté de l'écrivaine québécoise Michèle Lalonde, à la création de la Fédération internationale des écrivains de langue française à Montréal au Québec.
Patrice Kayo reçoit le Grand Prix des mécènes à l'édition 2015 des Grands Prix des associations littéraires, dont il sera, en 2018, le président du Jury.
Il est mort le 26 mai 2021 à Yaoundé au Cameroun.